# Euphorbia mertonii
Euphorbia mertonii är en törelväxtart som beskrevs av Francis Raymond Fosberg. Euphorbia mertonii ingår i släktet törlar, och familjen törelväxter. Inga underarter finns listade i Catalogue of Life.